# Wilhelm Hellwag

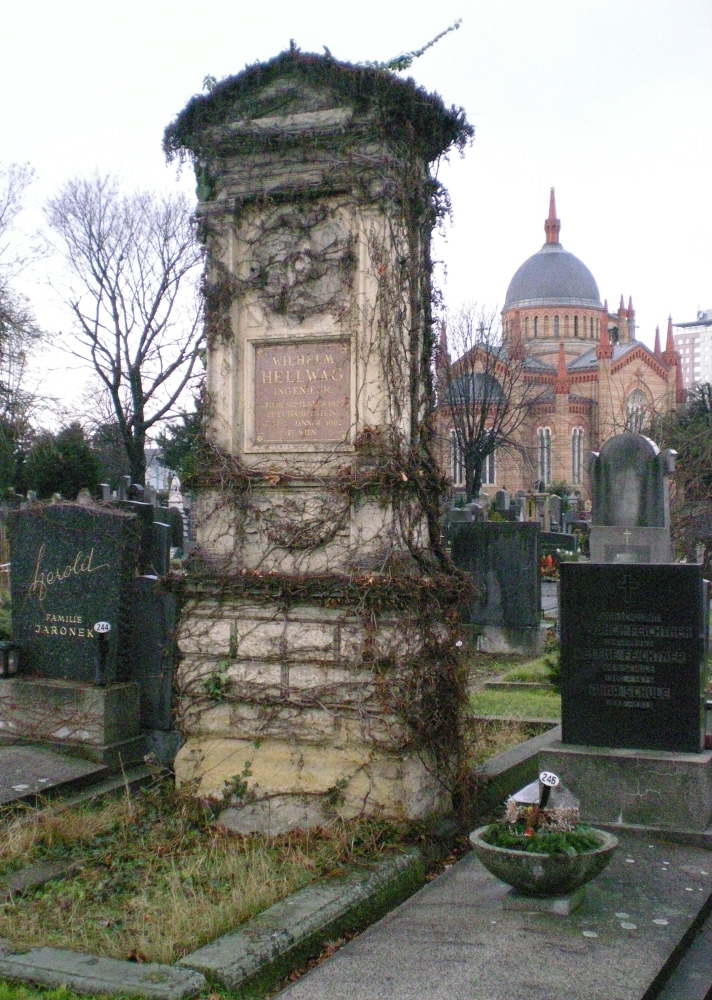
Grabmal von Wilhelm Hellwag

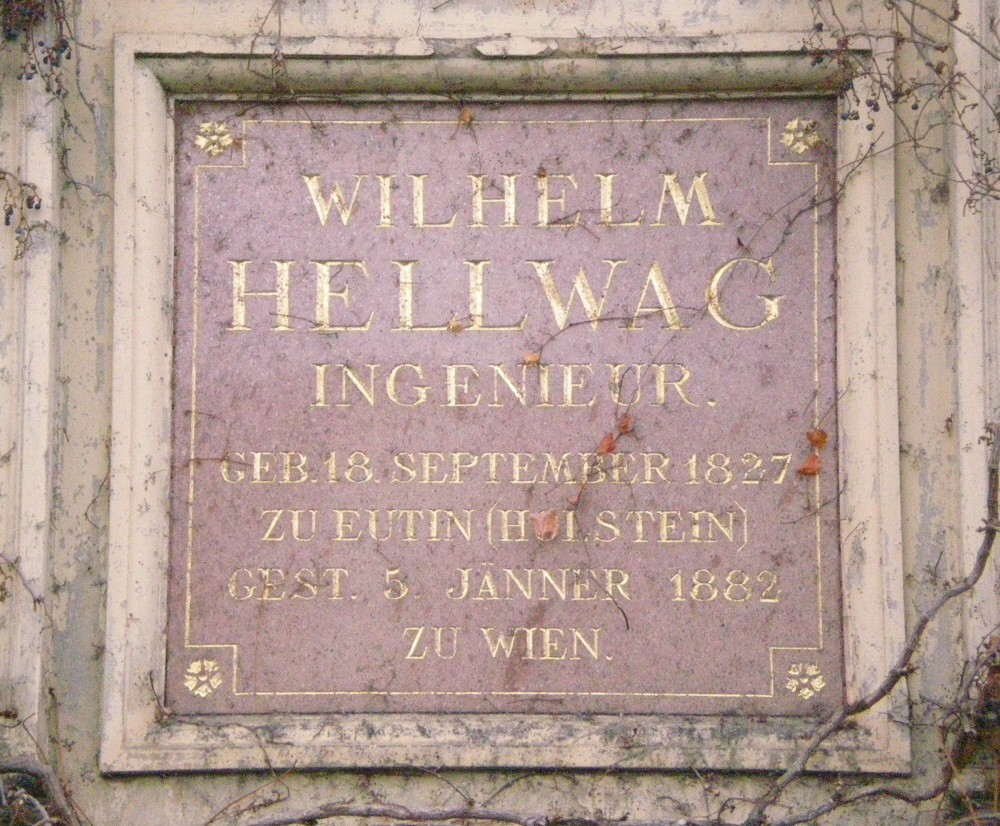
Grabmal von Wilhelm Hellwag – Detail

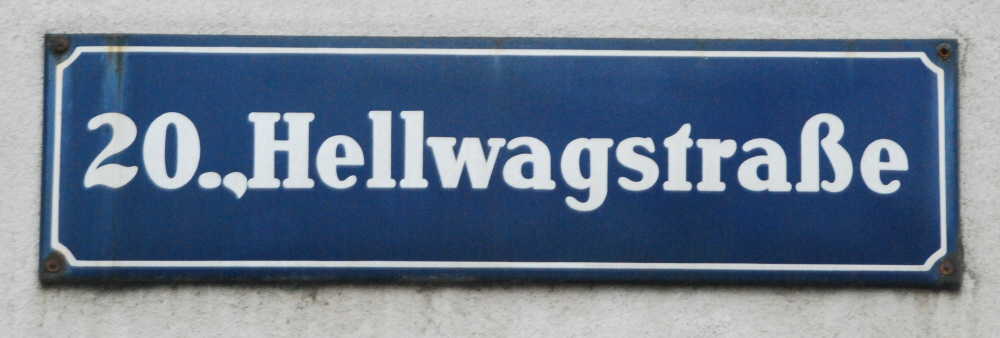
Hellwagstraße in der Brigittenau

Wilhelm Hellwag (* 18. September 1827 in Eutin; † 5. Jänner 1882 in Wien; vollständiger Name Conrad Wilhelm Hellwag auch Konrad Wilhelm Hellwag sowie Wilhelm Konrad Hellwag) war ein Eisenbahningenieur.

## Biografie
Wilhelm Hellwag wurde als Sohn von Ernst Ludwig Hellwag (1790–1862) und seiner Frau Maria Amalia Anna geb. Wibel (1798–1833) sowie als Enkel von Christoph Friedrich Hellwag (1754–1835) in Eutin geboren, wo er zunächst das Gymnasium, die heutige Johann-Heinrich-Voß-Schule, besuchte. Als 19-Jähriger half er bei Vermessungsarbeiten für den Bau der Bahnstrecke Kiel–Lübeck und trat Ende März 1848 im Krieg gegen Dänemark dem Freischar-Korps von General Ludwig von der Tann-Rathsamhausen bei, geriet aber bereits am 9. April des gleichen Jahres nach der Schlacht von Bau in dänische Gefangenschaft.
Im September kehrte er nach Eutin zurück, wo er am 24. September 1848 die Abiturientenprüfung bestand, anschließend begann er an der Universität Kiel das Studium der Physik. Am 16. März 1849 trat er in das Pionierkorps der Schleswig-holsteinischen Armee ein und nahm an den Kämpfen des Jahres 1850 teil. Nach Auflösung der Armee am 1. April 1851 verließ Hellwag Schleswig-Holstein, um in München sein Studium wieder aufzunehmen.
1853 übersiedelte Wilhelm Hellwag nach Basel, wo er als Ingenieur in den Dienst der Schweizerischen Zentralbahn trat. Im gleichen Jahr, am 23. August 1853, heiratete er seine ebenfalls in Eutin geborene Cousine Meta Hellwag.
1868 übersiedelte Wilhelm Hellwag von Innsbruck nach Wien-Hietzing, wo er bis 1875 blieb. Dann folgte der Umzug nach Zürich. 1879 folgte die Rückkehr nach Wien, wo er 1880 zu den Gründungsmitgliedern des Deutschen Schulvereins gehörte.
Im Sommer 1881 musste ihm das durch einen Unfall während seiner Kindheit erblindete Auge entfernt werden. Nach einem Erholungsaufenthalt in Karlsbad unternahm er eine Russlandreise, um dort den Bau einer Bahnstrecke vorzubereiten. Auf dieser Reise erkrankte er allerdings und nach seiner Rückkehr nach Wien verstarb er dort in der Nacht vom 4. zum 5. Jänner 1882 an einer Nierenerkrankung. Beigesetzt wurde er auf dem Evangelischen Friedhof Matzleinsdorf (Grab  4-425) in Wien. Sein Grabdenkmal wurde vom Architekten Josef Unger entworfen.
1893 wurde nach Wilhelm Hellwag die Hellwagstraße im 20. Wiener Gemeindebezirk benannt.

## Privates
Mit seiner Frau Meta, die nach dem Tod ihres Ehemannes nach Eutin zurückkehrte und am 20. November 1890 verstarb, hatte Wilhelm Hellwag sieben Kinder:
- Maria Anna, verheiratet mit dem Kaufmann Reepen in Hamburg
- Gustav Hellwag, Postdirektor in Brake
- Wilhelm Hellwag, Pastor in Kiel
- Rudolf Hellwag, akademischer Maler und Professor in Karlsruhe
- Karl Hellwag, Bankbeamter in New York
- Hans Hellwag, akademischer Maler in München
- Fritz Hellwag, Kunstschriftsteller und Redakteur in Berlin

Wilhelm Hellwag war ein Enkel von Christoph Friedrich Hellwag sowie mütterlicherseits von Ludwig Conrad Leopold Wibel.

## Bauten
Ab 1853 arbeitete Wilhelm Hellwag unter Karl Etzel an Trassierungen und Projektierungen von Neubauten der Schweizerischen Zentralbahn. Als Baudirektor der Kaiser Franz Joseph-Orientbahn berief Karl Etzel ihn später als Sektionsingenieur nach Wien, um ihn mit Planung und Bauaufsicht des Streckenabschnitts Stuhlweißenburg-Kanizsa zu beauftragen. Im Anschluss daran war er mit Arbeiten an der Bahnstrecke Wien-Triest befasst. Ebenfalls unter Etzel arbeitete er an der Planerstellung für die Brennerbahn.

### Nordwestbahn
Wilhelm Hellwag legte im Oktober 1868 dem Handelsministerium das Generalprojekt für die Linien des sogenannten garantierten Netzes der Nordwestbahn vor. 1868/1869 wurden die Detailpläne dem Ministerium vorgelegt und nach deren Genehmigung mit den Bauarbeiten begonnen. Als erste Teilstrecke wurde jene von Kolín nach Jenikau am 6. Dezember 1869 in Betrieb genommen. Ab 1. Juli 1872 waren alle Linien des garantierten Netzes in Betrieb. Das gesamte Liniennetz der Österreichischen Nordwestbahn (garantiertes Netz + Ergänzungsnetz) konnte ab Sommer 1874 genutzt werden.
Herausragende Bauten waren der Nordwestbahnhof (1870–1872) und die Nordwestbahnbrücke (1871–1872) in Wien sowie die Znaimer Eisenbahnbrücke über die Thaya in Znaim (1869–1871) und Eisenbahn- u. Straßenbrücke in Aussig (1972–1974).

### Gotthardbahn
Im April 1875 trat Wilhelm Hellwag seinen Dienst als Oberingenieur zur Errichtung der Gotthardbahn an. Zu errichten waren die nördliche und südliche Anschlussbahn sowie die eigentliche Gebirgsbahn mit dem Gotthardtunnel, mit dessen Errichtung 1872 begonnen worden war. Der Betrieb auf allen Linien der Gotthardbahn wurde am 23. Mai 1882 eröffnet.
Im Zusammenhang mit dem Bau der Gotthardstrecke verfasste er das Buch „Process Ofenheim, Vernehmung des Sachverständigen im Eisenbahn-Baufach Wilhelm Hellwag“. 1882 erschien in Basel die von ihm verfasste, aus sieben Broschüren bestehende Publikation „Die Gotthardbahn. Mein Konflikt mit der Verwaltung“. Darin setzte er sich gegen die ihm gegenüber erhobenen Vorwürfe im Zusammenhang mit dem Bau der Bahnlinie zur Wehr.